# Bitwa pod Weroną (403)
Bitwa pod Weroną – starcie zbrojne, które miało miejsce w roku 403 w trakcie walk Rzymian z Gotami. 
Po bitwie pod Pollenzo w roku 402, zakończonej zwycięstwem taktycznym wojsk rzymskich pod wodzą Stylichona, Wizygoci dowodzeni przez Alaryka zmuszeni zostali do wycofania się w kierunku wschodnim. W roku 403 wojska Alaryka zreorganizowały się jednak i były gotowe do kolejnej akcji. Tym razem i Rzymianie byli dużo lepiej przygotowani niż przed rokiem. Miejscem bitwy były okolice Werony nad rzeką Adyga. Bitwa zakończyła się zdecydowanym sukcesem wojsk Stylichona. Podobnie i tym razem jednak wódz rzymski nie wykorzystał zwycięstwa do zniszczenia całej armii przeciwnika. Wizygoci zostali mimo to wyparci z Italii. W roku 408 po śmierci Stylichona nastąpi kolejny atak Gotów na Italię zakończony zajęciem Rzymu dwa lata później. 